# Дьюар, Джеймс Александр
Джэймс Александр Дьюэр (англ. James Alexander Dewar; 5 февраля 1897 — 30 июня 1985) — изобретатель пирожного Twinkie.

## Биография
Дьюэр работал в Continental Baking Company, которая через ряд реорганизаций стала «Хостесс Брандс». Он начинал свою карьеру в качестве курьера в 1920-х годах, доставляя выпечку на телегах, запряженных лошадьми. В конечном итоге он поднялся по карьерной лестнице, став менеджером завода. В 1931 году завод Дьюэра делал клубничные слоёные торты, но в только в течение клубничного сезона. Он решил заменить клубнику ванилью в пирожном. Увидев рекламный щит обувной кампании Twinkle Toe Shoe Co, он был вдохновлён для названия своего песочного создания твинки. Дьюэр дослужился до регионального вице-президента компании «Хостесс Брандс» и занимал эту должность до 1972 года.